# 塩見美喜子
塩見 美喜子（しおみ みきこ、1962年2月25日 - ）は、日本の分子生物学者。学位は、博士（農学）（京都大学・論文博士・1994年）（学位論文『Characterization of the fragile X syndrome gene products』）、博士（医学）（徳島大学・論文博士・2003年）（学位論文「カゼインキナーゼ2は脆弱X症候群原因遺伝子の翻訳産物をリン酸化し、その生物学的性質を変化させる」）。東京大学大学院理学系研究科生物科学専攻生物化学講座教授。夫は慶應義塾大学教授の塩見春彦。

## 来歴
愛知県名古屋市生まれ。1980年、愛知県立明和高等学校卒業。1984年、岐阜大学農学部農芸化学科卒業。1988年、京都大学大学院農学研究科修士課程修了。1990年、ペンシルベニア大学ハワード・ヒューズ医学研究所 研究補佐員。1994年、京都大学より博士（農学）の学位を取得し、ペンシルベニア大学ハワードヒューズ医学研究所 研究員。1997年、科学技術振興事業団 若手研究者長期在外研究員。1999年、ペンシルベニア大学医学部生物物理学科 研究員。
2000年に帰国し、徳島大学ゲノム機能研究センター 講師。2001年同助教授。2003年、医学博士（徳島大学）。2007年同准教授。2008年、慶應義塾大学医学部 准教授。2009年猿橋賞を受賞。2012年、東京大学大学院理学系研究科生物科学専攻 教授。

## 受賞歴
- 2009年 - 猿橋賞（RNAサイレンシング作用機序の研究）[4][5]
- 2023年 - 内藤記念科学振興賞

## 社会的活動
- 2014年 - 理化学研究所研究不正再発防止のための改革委員会 委員[6][7]

## 研究業績

### 学位論文
- 塩見美喜子『Characterization of the fragile X syndrome gene products』京都大学〈博士論文（乙第8739号）〉、1994年11月24日。（日本語題名：脆弱X症候群の直接原因となる遺伝子産物の機能解析）
- Mikiko C.Siomi『Casein kinase 2 phosphorylates the fragile X mental retardation protein and modulates its biological properties』徳島大学〈博士論文（乙第1850号）〉、2003年3月27日。（日本語題名：カゼインキナーゼ2は脆弱X症候群原因遺伝子の翻訳産物をリン酸化し、その生物学的性質を変化させる）

### 著書
（監修・編集・翻訳）
- Shao-Yao Ying 編、河府和義、佐々木博己、塩見美喜子 監訳 編『MicroRNA実験プロトコール - 発現・機能解析・同定から、データベースによる標的予測、医学研究への応用まで』羊土社、2008年4月。ISBN 9784758107235。
- 塩見春彦、塩見美喜子、稲田利文、廣瀬哲郎 編 編『拡大・進展を続けるRNA研究の最先端 - 長鎖noncoding RNA・small RNAからRNA修飾・編集・品質管理まで』羊土社、2010年6月。ISBN 4758103070。

### 競争的資金
（科研費 研究代表者）
- 2003-2004年度 - 特定領域研究「脆弱X遺伝子FMR1と小分子RNAが携わる翻訳制御」
- 2004-2006年度 - 基盤研究A「http://kaken.nii.ac.jp/d/p/16207011.ja.html 内在性遺伝子発現制御に関わるRNAi関連分子の機能解析]」
- 2005年度 - 特定領域研究「脆弱X症候群遺伝子FMR1の解析を通して知る神経機能発現ネットワーク」
- 2013-2015年度 - 基盤研究A「トランスポゾン抑制因子piRNAの生合成機構の解明」
- 2013-2017年度 - 基盤研究S「トランスポゾン侵略から生殖細胞ゲノムをまもるpiRNA動作原理の統合的理解」

（科研費 研究分担者）
- 2000年度 - 特定領域研究A「RNA結合蛋白質の発現異常に伴うヒト遺伝病の分子機能解析」代表：塩見春彦
- 2001-2006年度 - 特定領域研究「高次機能性RBN結合蛋白質によるゲノム情報発現制御」代表：塩見春彦
- 2009-2013年度 - 新学術領域研究「小分子RNA作用マシナリーの中核因子Argonauteの解析」代表：泊幸秀